# John Flanagan
 Der er flere personer med dette navn, se John Flanagan (flertydig).
John Flanagan (født 22. maj 1944) er en australsk forfatter, mest kendt for fantasyserien Skyggens Lærling. Han voksede op i Sydney, Australien, hvor han allerede dengang drømte om at blive forfatter. Hans første bog kom i 2004, hed Gorlans ruiner, og var samtidig den første bog i Skyggens Lærling serien"

## Serien om Skyggens Lærling
| Dansk titel               | Originaltitel                      | Udgivelsesår | Dansk udgivelse            |
| ------------------------- | ---------------------------------- | ------------ | -------------------------- |
| 1. Gorlans ruiner         | The Ruins of Gorlan                | 2004         | 2005                       |
| 2. Den brændende bro      | The Burning Bridge                 | 2005         | 2006                       |
| 3. Det vinterfrosne land  | The Icebound Land                  | 2005         | 2007                       |
| 4. Pagten med skandierne  | Oakleaf Bearers                    | 2006         | 2007                       |
| 5. Troldmanden i nord     | The Sorcerer in the North          | 2006         | 2008                       |
| 6. Belejring af Macindaw  | The Siege of Macindaw              | 2007         | 2009                       |
| 7. Løsepenge              | Erak's Ransom                      | 2007         | 2009                       |
| 8. Clonmels konger        | The Kings of Clonmel               | 2008         | 2009                       |
| 9. Halt i livsfare        | Halt's Peril                       | 2009         | 2010                       |
| 10. Kejseren af Nihon-Ja  | The Emperor of Nihon-Ja            | 2010         | 2011                       |
| 11. De tabte historier    | The Lost Stories                   | 2011         | 2012                       |
| 12. Kongens Ranger        | The Royal Ranger                   | 2013         | 2014                       |
| 13. Røde Ræv Klanen       | The Royal Ranger: The Red Fox Clan | 2018         | 2018                       |
| 14. Duellen i Araluen     | Duel at Araluen                    | 2019         | 2019                       |
| 15. Den Forsvundne Prins  | The Missing Prince                 | 2020         | 30.11.2021                 |
| 16. Flugten fra Falaise** | Escape from Falaise                | 2021         | 28.03.2022 (Med forbehold) |

## "Våbenbrødre" serien
| Dansk titel                   | Originaltitel         | Udgivelsesår | Dansk udgivelse |
| ----------------------------- | --------------------- | ------------ | --------------- |
| 1. De uønskede                | The Outcasts          | 2011         | 2012            |
| 2. Under Angreb               | The Invaders          | 2012         | 2012            |
| 3. Jagten på Andomal          | The Hunters           | 2012         | 2013            |
| 4. Slaverne fra Socorro       | Slaves of Socorro     | 2014         | 2014            |
| 5. Skorpionbjerget            | Scorpion Mountain     | Nov. 2014    | 01.04 2015      |
| 6. Spøgelseskrigerne          | The Ghostfaces        | 2016         | 2017            |
| 7. Vulkanøen                  | The Caldera           | 2017         | 2018            |
| 8. Temujajerne vender tilbage | Return of the Temujai | 2019         | 2020            |
| 9. Piratskibet                | The Stern Chase       | 2022         | 2023            |